# حلوة يا بلدي

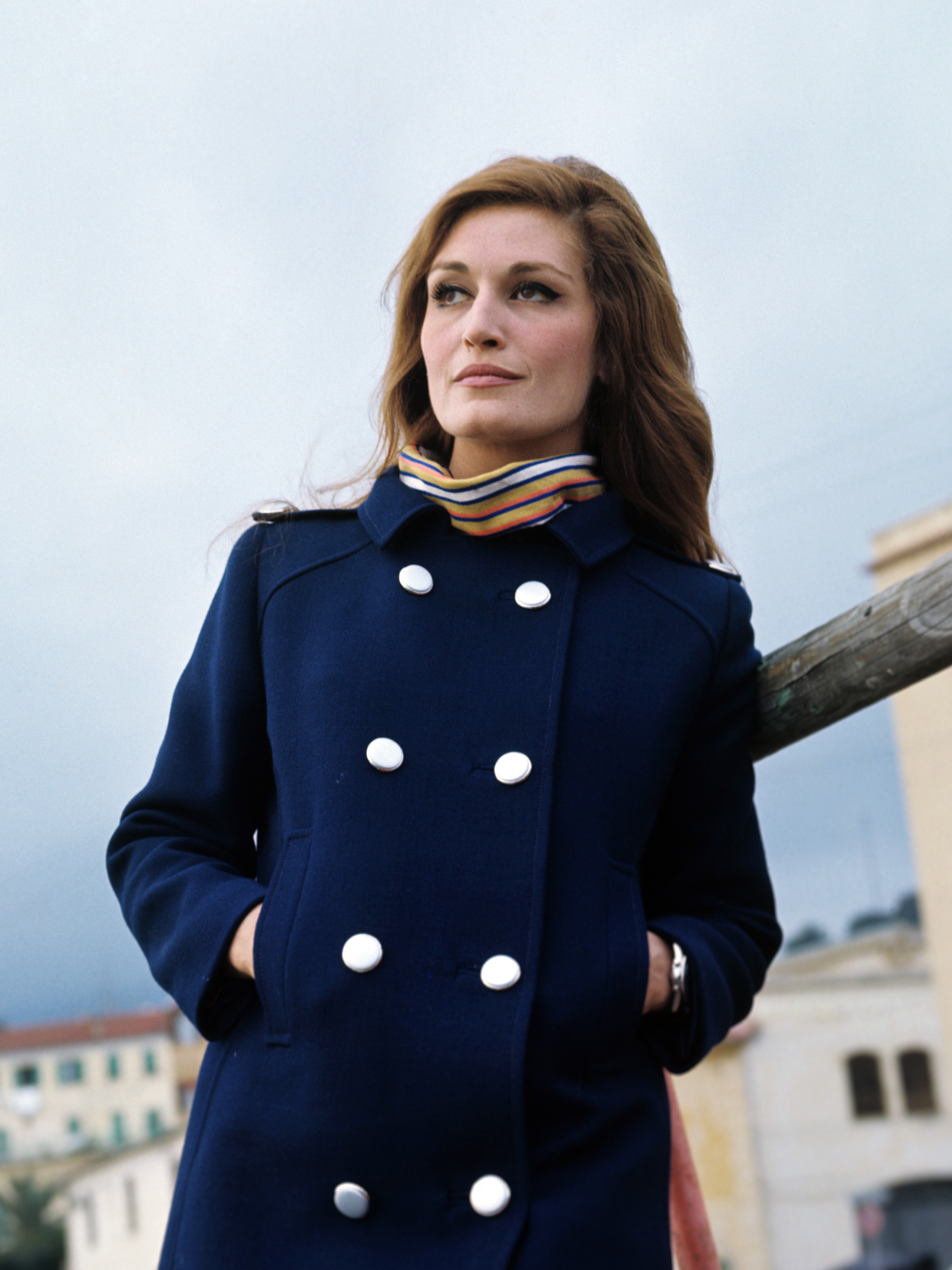

حلوة يا بلدي أغنية باللهجة المصرية للنجمة الإيطالية مصرية المولد داليدا.
غنت داليدا الأغنية العام 1979م. حيث كتب كلماتها الفنان المصري مروان سعادة، 
ومن ألحان ملحن فرنسي من أصل مصري اسمه «جيف بارنيل» قام بتلحين عدد كبير من الأغاني الفرنسية لداليدا
وقد حققت الأغنية نجاحاً كبيراً بين الجمهور المصري.